# 1951 في السعودية
تحتوي هذه المقالة على أهم الأحداث التي شهدتها السعودية في 1951، إضافة إلى أهم الشخصيات السعودية التي وُلدت أو تُوفيت في هذه السنة.

## السياسة

### الحكم
الملك: عبد العزيز بن عبد الرحمن آل سعود

### تعيينات
- تعيين مشعل بن عبد العزيز آل سعود وزيرا للدفاع.[1][2]

#### يونيو
- 15: عبد الله الفيصل بن عبد العزيز آل سعود، وزيراً للداخلية وأول وزير للصحة.[3]

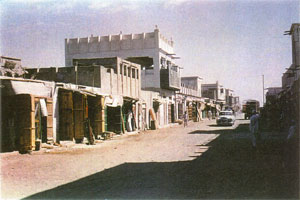
شارع في مدينة الخبر عام 1951م

## أحداث
- اكتشاف حقل السفانية الذي يعتبر أكبر حقل نفطي مغمور في العالم.[4][5]
- تعيين حسن سرور الصبان رئيسًا لنادي الأهلي السعودي بفترة امتدت من 1951 حتى 1953 م.
- إقامة أول بطولة كرة قدم سعودية برعاية حكومية بنظام خروج المغلوب بمسمى «كأس الأمير عبد الله الفيصل بن عبد العزيز آل سعود (وزير الداخلية آنذاك)» حيث قامت الجهة الرسمية المشرفة على كرة القدم في البلاد الإدارة العامة للرياضة والكشافة التابعة لوزارة الداخلية بتنظيم المسابقة قبل أن يتأسس الإتحاد السعودي لكرة القدم وأحرز البطولة نادي إتحاد جدة. [6]

### فبراير
- 2: فيصل بن عبدالعزيز آل سعود يوقع باسم بلاده معاهدة الدفاع العربي المشترك التي عقدت بين دول الجامعة العربية.

### يونيو
- 15: تحويل مصلحة الصحة العامة إلى وزارة الصحة.[7]

### أكتوبر
- 20: افتتاح السكة الحديد الرابطة بين مدينتي الرياض والدمام.

### نوفمبر
- 20: الملك عبد العزيز آل سعود يمنح حمزة بن إبراهيم غوث صحفي وسياسي سعودي سابق بموجب المرسوم الملكي الصادر برقم 2/ 5/1/177 وتاريخ 20/2/1371 هـ، لقب وزير دولة وأيد الملك فيصل احتفاظه باللقب المذكور بعد موافقته على إحالته للتقاعد.

## مواليد
- نواف بن سعود بن عبد العزيز آل سعود، أحد أبناء الملك سعود.
- سلطان بن فهد بن عبد العزيز آل سعود، الرئيس العام لرعاية الشباب سابقاً.
- عبد الله بن فيصل بن تركي بن عبد الله آل سعود، مهندس ودبلوماسي وسياسي ورجل أعمال.
- حسين علي راضي (محمد علي) صالح العبد الله، رجل دين شيعي سعودي، ولد بالأحساء.
- صالح النقيدان فنان تشكيلي سعودي من مواليد 1951 في عنيزة، اشتهر برسوماته الشعبية، وبدا نشاطه الفني بمشاركته في جناح الفنون التشكيلية في مهرجان الجنادرية عام 1985م.[8]
- محمد بن مطر بن عثمان آل مطر الزهراني عالم دين سعودي، أستاذ الحديث بالجامعة الإسلامية بالمدينة المنورة سابقا ثم وجامعة أم القرى، يكنى أبا ياسر، ولد في محافظة قلوة التابعة لمنطقة الباحة.[9]
- خالد بن أحمد بن محمد الشبيلي طيار سعودي وقائد الرحلة 763 التابعة لشركة الخطوط الجوية العربية السعودية والتي تحطمت في طريقها من العاصمة نيودلهي في الهند متجهةً إلى مدينة الظهران في المملكة العربية السعودية.[10]
- عبد الواسع سعيد عبده شاعر وقاص سعودي،[11] يعتبر رائدًا للشعر الحر في منطقة جازان، وهو أحد مؤسسي نادي الأمجاد الرياضي والثقافي في محافظة صبيا، ووالده سعيد عبده الذي كان أول مدير لأول مدرسة ابتدائية في صبيا، نشر له ديوان وحيد بعنوان (دوائر الصمت) صدر عام 1980م، ووجدت له 3 مخطوطات لدواوين لم تنشر، وعدد من المقالات والقصص المنشورة في بعض الصحف السعودية كصحيفة الرياض، الجزيرة، وعكاظ،[12] وكان يعمل مديرًا للعلاقات العامة والإعلام الصحي في مستشفى صبيا العام.[13]
- ثامر الميمان كاتب وشاعر سعودي، من أبرز كُتّاب المقالات الاجتماعية في الصحافة السعودية، ارتبط اسمه بعنوان عموده الصحفي (رزقي على الله) الذي كان يكتب فيه يومياً لصحيفة البلاد، وهو العنوان ذاته الذي أطلقه على كتاب ضم مجموع مقالاته المنشورة على مدى 30 سنة، وصدرت له نحو 4 مؤلفات أخرى منها (كذب لوجيا) و (مجموعة أحزان)، وله عدد من القصائد منها ما يُظهر علاقته الخاصة بأمه وأثرها عليه، كقصيدة شهيرة له بعنوان (يُمّه) حملت شجن يخصه، سجلها بصوته واُطلِقت على موقع (يوتيوب) قبل وفاته.
- عدنان محمد الوَزَّان بروفيسور سعودي حصل على بكالوريوس اللغة الانجليزية وآدابها من جامعة الملك عبد العزيز سنة 1394هـ الموافقة لسنة 1974م، كما حصل على درجة الدكتوراه في الفلسفة في الأدب المقارن من جامعة إدنبرة في بريطانيا سنة 1401هـ الموافقة لسنة 1981م، كما نال الزمالة لما بعد الدكتوراه في نفس الجامعة سنة 1411هـ الموافقة لسنة 1991م. حصل على جائزة الملك فيصل العالمية في الدراسات الإسلامية سنة 1433هـ الموافقة لسنة 2012م.[14]

### يناير
- 15: فهدة بنت سعود بن عبد العزيز آل سعود ولدت في الرياض،[15] هي كاتبة وناشطة ورسامة سعودية. هي الأخت الوسطى لسبعة أشقاء يُعرفون بآل خالد نسبة للأخ الأكبر الأمير خالد بن سعود بن عبد العزيز آل سعود رئيس الحرس الوطني سابقا. هي أول أميرة سعودية تتخرج بشهادة البكالوريوس من خارج السعودية (كلية بيروت للبنات في بيروت عام 1975). تلقب بأميرة التوحد.[16]

### مايو
- 4: علي السبع، ممثل سعودي.

## وفيات
- الحميدي بن عبد العزيز بن صالح الرديعان،[17] إمام وخطيب وقاضٍ سعودي،[18][19] وهو أول إمام سعودي للمسجد النبوي في عهد الملك عبد العزيز آل سعود،[20][21][22][23] وأول قاضٍ لمحافظتي العلا وحفر الباطن، وقد عُيّن إمامًا بقرار من الملك عبد العزيز عام 1925،[24][25][26] وذلك بعد أن أقر فريق من العلماء السعوديين أن تكون الصلاة في الحرم لجماعة واحدة خلف إمام واحد، بعد أن كانت الصلاة فيه تؤدى لعدد من الجماعات وكل جماعة تتبع مقامًا مختلفًا، وعلى إثر هذا القرار تم انتخاب الحميدي للإمامة في واحد من المقامات الأربع، وهي الحنفي، الحنبلي، الشافعي، والمالكي.[27]

### مايو
- 2: منصور بن عبد العزيز آل سعود، وزير الدفاع والمفتش العام السعودي الأسبق (و. 1921).

### يوليو
- 20: عبد الله الأول بن الحسين، الابن الثاني للشريف الحسين وأول ملوك الأردن من مواليد مكة (و. 1882).